# 阿卜杜拉国王体育城
阿卜杜拉国王体育城（阿拉伯语：‎）是一座位于沙特阿拉伯吉达以北60公里的体育城里多功能体育场。该体育城在启用仪式上以沙特阿拉伯国王阿卜杜拉名字命名。
该体育城主体育场（阿卜杜拉国王国际体育场）被用于足球项目，可容纳62,241人，是吉达最大的体育场，也是沙特阿拉伯第二大体育场，仅次于利雅得法赫德国王国际体育场。它是阿拉伯世界第十大体育场。